# Campeonato Mundial de Natação em Piscina Curta de 2022 - 4x50 m medley masculino
A prova dos 4x50 metros nado medley masculino do Campeonato Mundial de Natação em Piscina Curta de 2022 foi disputada no dia 17 de dezembro de 2022, no Melbourne Sports and Aquatics Centre, em Melbourne, na Austrália.

## Recordes
Antes desta competição, os recordes mundiais e do campeonato nesta prova eram os seguintes:
|                       | Nacionalidade                | Tempo   | Local          | Data                                        |
| --------------------- | ---------------------------- | ------- | -------------- | ------------------------------------------- |
| Recorde mundial       | Itália                       | 1:30.14 | Cazã           | 3 de novembro de 2021                       |
| Recorde do campeonato | Brasil Rússia Estados Unidos | 1:30.51 | Doha Abu Dhabi | 4 de dezembro de 201420 de dezembro de 2021 |

Os seguintes recordes mundiais ou do campeonato foram estabelecidos durante esta competição:
| Data           | Evento | Nome                                                                                            | Nacionalidade | Tempo   | Notas |
| -------------- | ------ | ----------------------------------------------------------------------------------------------- | ------------- | ------- | ----- |
| 17 de dezembro | Final  | Lorenzo Mora (22.65) Nicolò Martinenghi (24.95) Matteo Rivolta (21.60) Leonardo Deplano (20.52) | Itália        | 1:29.72 | ,     |

## Medalhistas
| Ouro | Prata | Bronze |
| Itália · Lorenzo Mora · Nicolò Martinenghi · Matteo Rivolta · Leonardo Deplano · Simone Cerasuolo[a] · Thomas Ceccon[a] · Alessandro Miressi[a] | Estados Unidos · Ryan Murphy · Nic Fink · Shaine Casas · Michael Andrew · Hunter Armstrong[a] · Trenton Julian[a] · Kieran Smith[a] | Austrália · Isaac Cooper · Grayson Bell · Matthew Temple · Kyle Chalmers · Shaun Champion[a] · Flynn Southam[a] |

a  Nadadores que participaram apenas nas eliminatórias e receberam medalhas.

## Cronograma
Todos os horários são locais (UTC+11). 
| Data           | Hora  | Evento        |
| -------------- | ----- | ------------- |
| 17 de dezembro | 11:12 | Eliminatórias |
| 17 de dezembro | 19:43 | Final         |

## Resultados

### Eliminatórias
As eliminatórias ocorreram no dia 17 de dezembro com início às 11:12.
| Colocação | Bateria | Raia | Nacionalidade  | Nadadores                                                                                               | Tempo   | Notas            |
| --------- | ------- | ---- | -------------- | --- | ------- | ---------------- |
| 1         | 3       | 4    | Itália         | Lorenzo Mora (23.61) Simone Cerasuolo (26.06) Thomas Ceccon (21.80) Alessandro Miressi (20.84)          | 1:32.31 | Q                |
| 2         | 3       | 7    | França         | Yohann Ndoye-Brouard (23.44) Antoine Viquerat (26.18) Maxime Grousset (22.18) Florent Manaudou (20.73)  | 1:32.53 | Q                |
| 3         | 3       | 1    | Alemanha       | Marek Ulrich (23.26) Lucas Matzerath (26.15) Marius Kusch (22.00) Josha Salchow (21.15)                 | 1:32.56 | Q                |
| 4         | 2       | 5    | Japão          | Ryosuke Irie (23.47) Yuya Hinomoto (25.94) Takeshi Kawamoto (22.19) Kosuke Matsui (21.05)               | 1:32.65 | Q                |
| 5         | 2       | 4    | Estados Unidos | Hunter Armstrong (23.34) Nic Fink (25.60) Trenton Julian (22.39) Kieran Smith (21.34)                   | 1:32.67 | Q                |
| 6         | 1       | 2    | Países Baixos  | Stan Pijnenburg (23.89) Caspar Corbeau (26.08) Nyls Korstanje (22.28) Kenzo Simons (20.95)              | 1:33.20 | Q                |
| 7         | 2       | 6    | Austrália      | Isaac Cooper (22.95) Grayson Bell (26.30) Shaun Champion (22.72) Flynn Southam (21.28)                  | 1:33.25 | Q                |
| 8         | 1       | 3    | China          | Wang Gukailai (24.14) Qin Haiyang (25.92) Chen Juner (22.52) Wang Haoyu (21.66)                         | 1:34.24 | Q                |
| 9         | 2       | 3    | Ucrânia        | Oleksandr Zheltiakov (24.25) Volodymyr Lisovets (26.44) Andrii Govorov (22.76) Vladyslav Bukhov (20.90) | 1:34.35 | Recorde nacional |
| 10        | 3       | 2    | Noruega        | Markuus Lie (23.62) Christoffer Tofte Haarsaker (26.35) Jon Jøntvedt (23.77) Nicholas Lia (20.69)       | 1:34.43 |                  |
| 11        | 1       | 4    | Hong Kong      | Hayden Kwan (24.38) Ng Yan Kin (27.43) Ng Cheuk Yin (22.59) Ian Ho (20.34)                              | 1:34.74 | Recorde nacional |
| 12        | 1       | 5    | Nova Zelândia  | Zac Dell (24.39) Josh Gilbert (26.48) Cameron Gray (22.56) Carter Swift (21.43)                         | 1:34.86 | Recorde nacional |
| 13        | 3       | 3    | Turquia        | Doruk Tekin (24.42) Berkay Ömer Öğretir (26.39) Ümitcan Güreş (23.12) Emre Sakçı (21.30)                | 1:35.23 |                  |
| 14        | 2       | 2    | África do Sul  | Pieter Coetze (22.96) Kian Keylock (28.64) Clayton Jimmie (23.26) Simon Haddon (22.28)                  | 1:37.14 |                  |
| 15        | 2       | 7    | Paraguai       | Charles Hockin (24.50) Renato Prono (26.52) Benjamin Hockin (23.23) Matheo Mateos (22.93)               | 1:37.18 | Recorde nacional |
| 16        | 1       | 6    | Brasil         | Leonardo Coelho Santos (24.35) Caio Pumputis (26.69) Gabriel Santos Lucas Peixoto                       | DSQ     | DSQ              |
| 16        | 3       | 6    | Taipé Chinesa  | Chuang Mu-lun (24.20) Wu Chun-feng (26.37) Wang Kuan-hung Wang Hsing-hao                                | DSQ     | DSQ              |
| 16        | 1       | 7    | Espanha        | | DNS     | DNS              |
| 16        | 3       | 5    | Canadá         | | DNS     | DNS              |

### Final
A final foi realizada no dia 17 de dezembro com início às 19:43.
| Colocação         | Raia | Nacionalidade  | Nadadores                                                                                       | Tempo   | Notas              |
| ----------------- | ---- | -------------- | ----------------------------------------------------------------------------------------------- | ------- | ------------------ |
| Medalha de ouro   | 4    | Itália         | Lorenzo Mora (22.65) Nicolò Martinenghi (24.95) Matteo Rivolta (21.60) Leonardo Deplano (20.52) | 1:29.72 | Recorde mundial    |
| Medalha de prata  | 2    | Estados Unidos | Ryan Murphy (22.61) Nic Fink (25.24) Shaine Casas (22.13) Michael Andrew (20.39)                | 1:30.37 | Recorde da América |
| Medalha de bronze | 1    | Austrália      | Isaac Cooper (22.66) Grayson Bell (25.92) Matthew Temple (21.75) Kyle Chalmers (20.48)          | 1:30.81 | Recorde da Oceania |
| 4                 | 6    | Japão          | Takeshi Kawamoto (22.93) Yuya Hinomoto (25.64) Yuya Tanaka (22.13) Masahiro Kawane (20.58)      | 1:31.28 | Recorde asiático   |
| 5                 | 5    | França         | Mewen Tomac (22.96) Carl Aitkaci (26.01) Maxime Grousset (21.90) Florent Manaudou (20.54)       | 1:31.41 |                    |
| 6                 | 3    | Alemanha       | Ole Braunschweig (23.09) Lucas Matzerath (25.87) Marius Kusch (21.72) Josha Salchow (21.11)     | 1:31.79 | Recorde nacional   |
| 7                 | 8    | China          | Wang Gukailai (24.01) Yan Zibei (25.72) Chen Juner (22.52) Pan Zhanle (20.88)                   | 1:33.13 | Recorde nacional   |
| 8                 | 7    | Países Baixos  | Stan Pijnenburg (24.05) Caspar Corbeau (26.27) Nyls Korstanje (22.27) Thom de Boer (20.84)      | 1:33.43 |                    |

Legenda
| Recorde mundial       | Recorde mundial (World record)               |                       | Recorde africano                      | Recorde africano (African) |                                           | Q | Classificado por posição (Qualified) |
| Recorde do campeonato | Recorde do campeonato (Championship record)  | Recorde da América    | Recorde da América (Americas)         | q                          | Classificado por melhor tempo (Qualified) |   |                                      |
| Melhor marca do ano   | Melhor marca do ano (World leading)          | Recorde asiático      | Recorde asiático (Asian)              | DNS                        | Não largou (Did not start)                |   |                                      |
| Recorde nacional      | Recorde nacional (National record)           | Recorde europeu       | Recorde europeu (European)            | DNF                        | Não terminou (Did not finish)             |   |                                      |
| Recorde pessoal       | Recorde pessoal do atleta (Personal best)    | Recorde da Oceania    | Recorde da Oceania (Oceania)          | DSQ / DQ                   | Desclassificado (Disqualified)            |   |                                      |
| Recorde da temporada  | Recorde da temporada do atleta (Season best) | Recorde sul-americano | Recorde sul-americano (South America) | NM                         | Sem marca (No mark)                       |   |                                      |